# Telésforo Ramos Huancas
Telésforo Ramos Huancas (Huarmaca, 1955 – Moyobamba, 2010), fue un ingeniero agrónomo, político peruano y alcalde de la Provincia de Moyobamba.

## Biografía
Telésforo Ramos nació en Huarmaca, el 5 de enero de 1955. Realizó sus estudios primarios en el Centro Educativo Prevocacional 046 de Huarmaca, y los secundarios en el Instituto Nacional A. 051 de Huarmaca. Estudió Ingeniería Agrónoma en la Universidad Nacional Pedro Ruiz Gallo, entre 1974 y 1982. Trabajó en el Ministerio de Agricultura, desde abril de 1983 a diciembre de 1986, y luego en el Gobierno Regional de San Martín desde julio de 1988 hasta diciembre del 2006.
Se inicia su participación política como Alcalde del Concejo Provincial de Moyobamba, para el período 2007-2010, como representante de Movimiento Acción Regional, que simboliza el encuentro de dos culturas como son lo andino y lo amazónico. Es a partir de Acción Regional que se da un reconocimiento político al migrante.
En las elecciones regionales y municipales del Perú de 2010 postula a la reelección al cargo de Alcalde por el Movimiento Regional Acción Regional.
Víctima de cáncer al colon, fallece en la ciudad de Moyobamba, el 12 de octubre del 2010. Sus restos fueron velados en su vivienda en la calle 6, entre la avenida Miguel Grau y el jirón 20 de abril, siendo sepultado en el Cementerio Central de Moyobamba.